# GM-1
GM-1 war ein Verfahren zur Leistungssteigerung von Flugmotoren oberhalb der Volldruckhöhe durch Einspritzung von Distickstoffmonoxid (Lachgas), das von der deutschen Luftwaffe während des Zweiten Weltkrieges eingesetzt wurde.
Die Einspritzung von Lachgas als Mittel der Leistungssteigerung ging auf einen 1939 bei der Deutschen Forschungsanstalt für Luftfahrt von Otto Lutz unterbreiteten Vorschlag zurück. Die erste Entwicklung und Erprobung erfolgte an der Erprobungsstelle Rechlin E3 in Zusammenarbeit mit der Niedersächsischen Gerätebaugesellschaft. Erste Flugtests wurden mit einer Bf 109 E mit einem Triebwerk DB 601 A durchgeführt. Im Laufe der Erprobungen erwies sich die gute Anwendbarkeit und Leistungsfähigkeit des Systems.
Ziel war es, den Sauerstoffmangel über der Volldruckhöhe durch Einspritzung von Sauerstoff auszugleichen oder sogar eine Leistungssteigerung über die normale Leistung hinaus zu erreichen. Die Einspritzung reinen Sauerstoffs zeigte sich als motorschädigend aufgrund starker Klopfneigung bei der Verbrennung sowie starker Korrosion der heißen, metallischen Brennraumwand. Das im Deutschen Reich entwickelte und in mehreren deutschen Flugzeugen mit Erfolg eingesetzte Verfahren unter Anwendung eines Sauerstoffträgers hat sich im Kriegseinsatz ausgezeichnet bewährt. Als Sauerstoffträger wurde hierbei Distickstoffmonoxid (chemische Summenformel N2O, Lachgas) benutzt, davon abgeleitet wurde das Gemisch zunächst unter der Code-Bezeichnung „HA-HA“ geführt. Bekannt wurde es dann später als sogenannte Göring-Mischung GM 1.
Der Leistungsgewinn lässt sich auf drei motortechnische Verbesserungen zurückführen:
1. Die Aufladung des Motors verbessert seinen Liefergrad.
2. Die Kühlung der Ladeluft durch Verdampfen des flüssigen Gases erhöht seinen thermodynamischen Wirkungsgrad.
3. Das Ersetzen von Luft durch Lachgas erhöht den Brennwert.

Während anfangs druckverflüssigtes N2O (notwendiger Druck zur Verflüssigung 80 bar) verwendet wurde, kam ab 1941/42 wegen der Beschussempfindlichkeit der Behälter kälteverflüssigtes Lachgas (Siedetemperatur −88,5 °C) zum Einsatz. Hierzu mussten erst wärmeisolierte Behälter für den Einsatz und den Transport entwickelt werden.
Der Einspritzdruck lag bei 4 bar. Die Einspritzmenge konnte bei einigen Mustern wie dem Jumo 213E in drei Stufen zu 60, 100 und 150 g/s geregelt werden. Bei der maximalen Einspritzung konnte je nach Motorentyp in der Einsatzhöhe ein Leistungsgewinn bis zu 400 PS erzielt werden. Mit einer Bf 109 G-1/R2 ließen sich mit GM-1-Anlage 100 km/h Geschwindigkeitsgewinn in 12.000 m Höhe und eine Gipfelhöhe von 13.800 m erzielen. Beim Einsatz in Höhenaufklärern Ju 88T mit BMW-801-G-2-Motoren konnte die Leistung, die bei diesen Maschinen in 10.000 m Höhe von 1730 auf 880 PS abfiel, durch GM-1 auf 1430 PS gesteigert werden.